# Wild in the Streets
Albums de Helix
Long Way to Heaven
(1985) Back For Another Taste
(1990)
Wild In The Streets est le sixième album du groupe Helix sorti en 1987.

L'album contient une reprise du groupe Nazareth, Dream On (Power ballad) et She's Too Tough de Def Leppard, cette dernière ne sera réalisée qu'en 1993 par Def Leppard. Elle devait faire partie de l'album Hysteria mais le groupe ne la sélectionnera pas pour le projet final.

## Liste des morceaux
1. Wild In The Streets - 3:42 - (Hackman, Lyell)
2. Never Gonna Stop the Rock - 4:36 - (S.Overland, C.Overland)
3. Dream On - 3:43 - (Agnew, Charlton, Locke, McCafferty, Rankin, Swee) (Nazareth)
4. What Ya Bringin' to the Party - 4:02 - (Hackman, Lyell)
5. High Voltage Kicks - 4:19 - (Hackman, Vollmer)
6. Give 'Em Hell - 3:36 - (Hackman, Vollmer)
7. Shot Full of Love - 4:27 - (Doerner, Vollmer)
8. Love Hungry Eyes - 4:00 - (Hackman, Vollmer)
9. She's Too Tough - 3:29 - (Elliott)
10. Kiss It Goodbye - 3:27 - (Doerner, Vollmer)

## Composition du groupe
- Brian Vollmer: Chants
- Daryl Gray: Basse
- Brent "Doctor" Doerner: Guitare
- Greg Hinz: Batterie
- Paul Hackman: Guitare